# Herrath
Herrath ist ein Ortsteil im Südwesten von Mönchengladbach mit etwa 650 Einwohnern und gehörte zum Stadtbezirk Wickrath, der am 22. Oktober 2009 im neuen Stadtbezirk West aufging. Ortsmittelpunkt ist der Emil-Esser-Platz.

## Lage
| Rath-Anhoven zu Wegberg | Buchholz                                    | Wickrathhahn |
| Rath-Anhoven zu Wegberg | Kompassrose, die auf Nachbargemeinden zeigt | Beckrath     |
| Mennekrath zu Erkelenz  | Venrath zu Erkelenz                         | Wanlo        |

## Geschichte
Herrath wurde als Hoerath, das heißt Rodung auf der Höhe, an der Wasserscheide von Niers und Schwalm errichtet. Weitere frühere Schreibweisen sind Heraidt und Herraide. 1975 wurde Herrath als Teil der Gemeinde Wickrath zur Stadt Mönchengladbach eingemeindet.
Die Herrather Schule wurde 1824 gebaut und 1890 umgebaut. Im März 1964 wurde der Schuldienst mit Pensionierung des Lehrers Rudolf Hildebrandt eingestellt.

## Religion

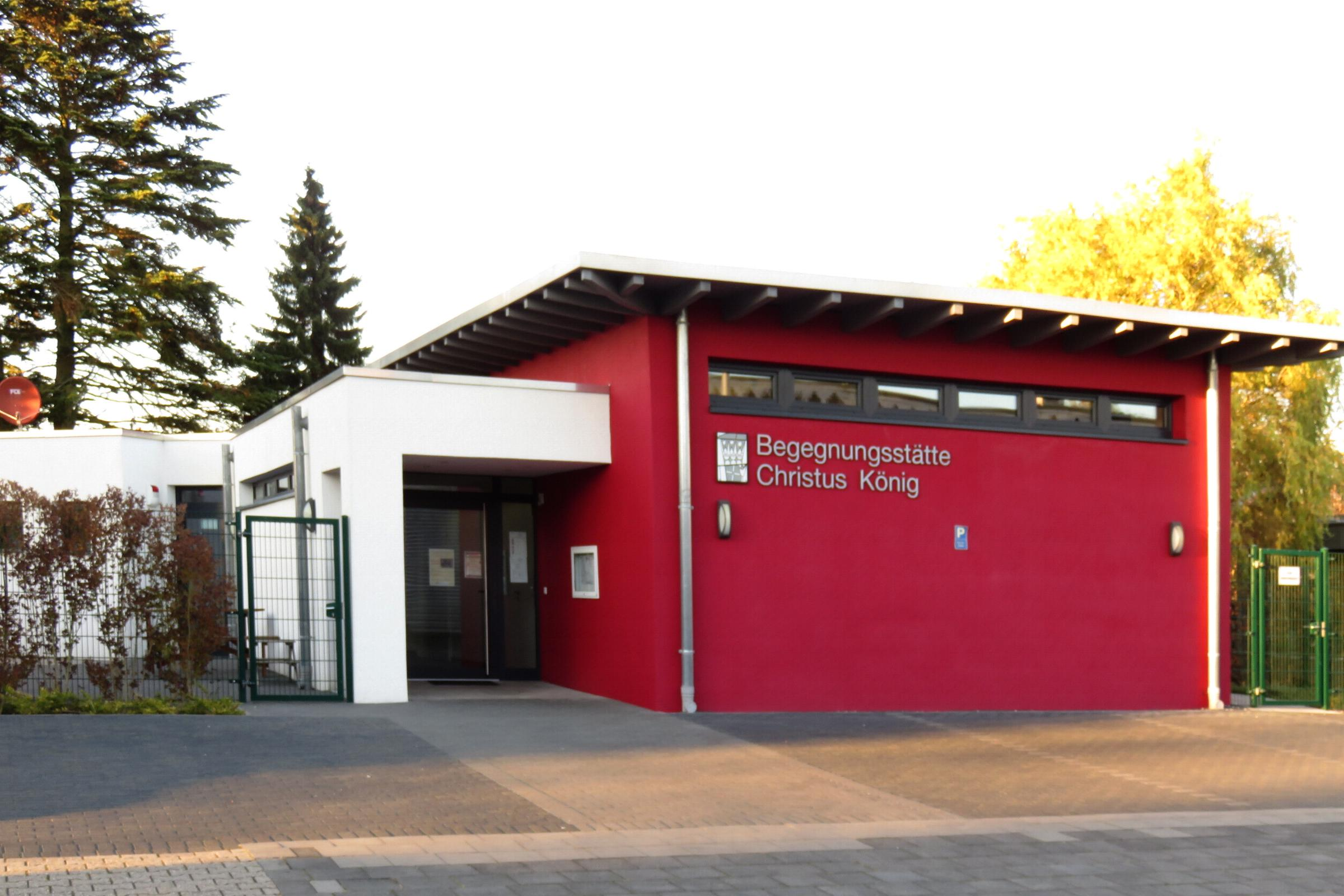
Die Begegnungsstätte Christus König

Wickrathberg, Beckrath und Herrath sind im Gegensatz zu ihrem Umland evangelisch geprägt und in der evangelischen Kirchengemeinde Wickrathberg zusammengeschlossen. Der katholische Seelsorgebezirk Herrath/Beckrath gehört ebenso wie Wickrathberg zum Einzugsgebiet der Wickrather Pfarrgemeinde St. Antonius. Die 1953 erbaute Kirche Christus König, die 1965 um einen Glockenturm erweitert wurde, wurde im Jahr 2009 wegen Baufälligkeit abgerissen und durch die neue Begegnungsstätte Christus König ersetzt.

## Wirtschaft und Infrastruktur

### Straßenverkehr
Die nächsten Autobahnanschlussstellen sind Mönchengladbach-Güdderath an der A 61 und Erkelenz-Ost an der A 46.

### Bahnhof Mönchengladbach-Herrath
Der Haltepunkt Herrath an der Bahnstrecke Aachen–Mönchengladbach ist ein Tarifraumgrenzbahnhof zwischen dem Aachener Verkehrsverbund (AVV) und dem Verkehrsverbund Rhein-Ruhr (VRR).

### Unternehmen
Der größte Betrieb am Ort ist die hier 1954 gegründete Krings Fruchtsaft GmbH. Der Betrieb produziert an den Standorten Herrath, Erftstadt und Heerlen täglich über 3 Millionen Getränkeeinheiten und beschäftigt etwa 230 Mitarbeiter. Die Firma gehört seit dem Jahr 2000 zur niederländischen Refresco Holding Group.

### Öffentliche Einrichtungen
In Herrath befindet sich eine Einheit der Freiwilligen Feuerwehr Mönchengladbach und eine Kindertagesstätte sowie die katholische Begegnungsstätte Christus König. Ein evangelisches Gemeindehaus wurde 2015 abgerissen.

## Vereine
- Verein für Heimat- und Denkmalpflege Herrath